# Kukląg
Kukląg – jezioro w woj. warmińsko-mazurskim, w pow. olsztyńskim, w gminie Purda, leżące na terenie Pojezierza Olsztyńskiego. Znajduje się około 2 km na południowy wschód od granic Olsztyna. Przyjmuje wody kilku dopływów, między innymi Kanału Szczęsne a odpływ wód odbywa się w kierunku północno-wschodnim do Jeziora Klebarskiego. Jezioro ma wydłużony kształt, linia brzegowa słabo rozwinięta, brzegi niskie i płaskie.

## Dane morfometryczne
Powierzchnia zwierciadła wody według różnych źródeł wynosi od 153,0 ha do 163,4 ha.
Zwierciadło wody położone jest na wysokości 114,2 m n.p.m. lub 114,1 m n.p.m. Średnia głębokość jeziora wynosi 6,5 m, natomiast głębokość maksymalna 25,0 m.
W oparciu o badania przeprowadzone w 1989 roku wody jeziora zaliczono do wód pozaklasowych.

## Hydronimia
Według urzędowego spisu opracowanego przez Komisję Nazw Miejscowości i Obiektów Fizjograficznych (KNMiOF) nazwa tego jeziora to Kukląg. W różnych publikacjach i na mapach topograficznych jezioro to występuje pod nazwą Linowskie.